# San Jerónimo Chicahualco
San Jerónimo Chicahualco är en ort i kommunen Metepec i delstaten Mexiko i Mexiko. Samhället ligger ett par kilometer ost om Toluca de Lerdo och hade 29 060 invånare vid folkräkningen år 2020, kommunens tredje största ort sett till befolkningsantal.